# Kristallstruktur
Die atomare Struktur kristalliner Festkörper wird durch die beiden Begriffe Gitter und Basis beschrieben: das Punktgitter ist ein translationssymmetrisches mathematisches Konstrukt, in dem jedem Punkt die Basis zugeordnet wird. Die Basis kann aus einem oder mehreren Atomen, aber auch aus Molekülen bestehen.

## Gitter

Ausschnitt aus einer NaCl-Kristallstruktur, Koordinationszahl 6

Das Kristallgitter, auch Punktgitter genannt, ist eine regelmäßige dreidimensionale Anordnung von (mathematischen) Punkten. Untereinheit des Gitters ist die Elementarzelle; sie enthält alle Informationen, die zum Beschreiben des Kristalls notwendig sind. Das Gitter entsteht durch lückenloses translationssymmetrisches Aneinanderfügen der gleichen Elementarzelle in allen drei Dimensionen des Raums. Die 14 Bravais-Gitter beschreiben alle Möglichkeiten hierfür.
Das Kristallgitter ist nur aus Punkten aufgebaut und daher immer zentrosymmetrisch.
Die Gitterkonstante beschreibt den Abstand zwischen den mathematischen Punkten auf dem Gitter (davon gibt es genau einen pro Elementarzelle) und nicht den Abstand zwischen einzelnen Atomen oder Teilen der Basis (davon kann es mehrere pro Elementarzelle geben). In nebenstehender Abbildung eines NaCl-Gitters beschreibt die Gitterkonstante also z. B. den Abstand zwischen zwei grün dargestellten Natriumionen bzw. zwischen zwei rot dargestellten Chloridionen, jeweils entlang einer schwarz dargestellten Gitterachse, und nicht den Abstand zwischen einem Natriumion und einem Chloridion.
Die Gitterkonstante kann in den verschiedenen Dimensionen aus unterschiedlichen Längen und Richtungen / Winkeln bestehen (siehe auch Gitterparameter). Diese werden durch die Grund- / Basis- / Gittervektoren beschrieben (in 2D: zwei Stück, 3D: drei Stück).

## Basis

Die Bestandteile der Kristallstruktur

Die Basis einer Kristallstruktur besteht aus Atomen, Ionen oder Molekülen. Sie stellt die kleinste Gruppe dieser Elemente dar, die sich periodisch im dreidimensionalen Raum deckungsgleich wiederholt. Die Basis besteht mindestens aus einem Atom, kann aber auch einige tausend Atome umfassen (Proteinkristalle). Bei Natriumchlorid besteht die Basis z. B. aus einem Na+- und einem Cl−-Ion. Jedem Bezugspunkt auf dem Gitter wird die Basis zugewiesen.

## Elementarzelle
Das von den Grundvektoren aufgespannte Parallelepiped heißt Einheits- oder Elementarzelle. Diese hat an ihren Ecken demnach je einen Gitterpunkt. Sie muss nicht zwischen direkt benachbarten Punkten gezogen, sondern kann beliebig groß gewählt werden. Der Abstand eines Elementes der Einheitszelle von seinem entsprechenden Nachbarn in der nächsten Einheitszelle beträgt genau einen Grundvektor.
Die zweidimensionale Entsprechung der Elementarzelle ist die Elementarmasche.

## Strukturtyp
In der Literatur wird oft vom Strukturtyp oder von der Gitterstruktur gesprochen. Man spricht dann vom Natriumchloridgitter, Caesiumchloridgitter usw. Weil aber das Kristallgitter nur Punkte enthält und keine Ionen, ist diese Ausdrucksweise irreführend. Präziser heißt es Natriumchlorid-, Caesiumchlorid-, Diamant- oder auch Zinkblende-Struktur. Diese Strukturen werden für die Typisierung einer Reihe anderer Verbindungen genutzt, die in Bezug auf die Kristallstruktur mit den Beispielen übereinstimmen. Man kann also auch die Begriffe Natriumchloridstrukturtyp, Cäsiumchloridstrukturtyp usw. verwenden.

## Polymorphie
Chemisch identische Feststoffe können gleichwohl in verschiedenen Kristallmodifikationen auftreten, die sich in ihren physikalischen Eigenschaften unterscheiden, z. B. unterschiedliche Schmelzpunkte besitzen. Das nennt man Polymorphie.
Zur Untersuchung der Polymorphie, die in der Pharmazie zur Charakterisierung einiger Arzneistoffe eine besondere Bedeutung besitzt, wird häufig die Differential-Thermoanalyse (DTA) eingesetzt. Sie erlaubt, dieses komplexe Phänomen zu erkennen und zu interpretieren, insbesondere wenn die Analysenprobe eine Mischung mehrerer Kristallmodifikationen ist.

## Periodensystem der Elemente
Die Strukturen für metallische Elemente bei Standardbedingungen sind farbcodiert dargestellt, mit dem flüssigen Quecksilber als Ausnahme, bei der die Tieftemperaturform angegeben ist.
Nichtmetalle wie Edelgase sind bei Standardbedingungen nicht-kristallin, während andere wie Kohlenstoff verschiedene Allotrope haben können und daher nicht aufgezählt werden.
| Gruppe  | 1        | 2        | 3        | 4        | 5        | 6        | 7        | 8        | 9        | 10       | 11       | 12       | 13       | 14       | 15       | 16 | 17 | 18 |  |
| ------- | -------- | -------- | -------- | -------- | -------- | -------- | -------- | -------- | -------- | -------- | -------- | -------- | -------- | -------- | -------- | -- | -- | -- |  |
| Periode |          |          |          |          |          |          |          |          |          |          |          |          |          |          |          |    |    |    |  |
| 1       | H        |          |          |          |          |          |          |          |          |          |          |          |          |          |          |    |    | He |  |
| 2       | Li (bcc) | Be (hcp) |          |          |          |          |          |          |          |          |          |          | B        | C        | N        | O  | F  | Ne |  |
| 3       | Na (bcc) | Mg (hcp) |          |          |          |          |          |          |          |          |          |          | Al (fcc) | Si       | P        | S  | Cl | Ar |  |
| 4       | K (bcc)  | Ca (fcc) | Sc (hcp) | Ti (hcp) | V (bcc)  | Cr (bcc) | Mn       | Fe (bcc) | Co (hcp) | Ni (fcc) | Cu (fcc) | Zn       | Ga       | Ge       | As       | Se | Br | Kr |  |
| 5       | Rb (bcc) | Sr (fcc) | Y (hcp)  | Zr (hcp) | Nb (bcc) | Mo (bcc) | Tc (hcp) | Ru (hcp) | Rh (fcc) | Pd (fcc) | Ag (fcc) | Cd       | In       | Sn       | Sb       | Te | I  | Xe |  |
| 6       | Cs (bcc) | Ba (bcc) | La*      | Hf (hcp) | Ta (bcc) | W (bcc)  | Re (hcp) | Os (hcp) | Ir (fcc) | Pt (fcc) | Au (fcc) | Hg       | Tl (hcp) | Pb (fcc) | Bi       | Po | At | Rn |  |
| 7       | Fr       | Ra (bcc) | Ac**     | Rf       | Db       | Sg       | Bh       | Hs       | Mt       | Ds       | Rg       | Cn       | Nh       | Fl       | Mc       | Lv | Ts | Og |  |
|         |          |          |          |          |          |          |          |          |          |          |          |          |          |          |          |    |    |    |  |
|         |          |          |          |          |          |          |          |          |          |          |          |          |          |          |          |    |    |    |  |
| *       | La       | Ce (fcc) | Pr       | Nd       | Pm (hcp) | Sm       | Eu (bcc) | Gd (hcp) | Tb (hcp) | Dy (hcp) | Ho (hcp) | Er (hcp) | Tm (hcp) | Yb (fcc) | Lu (hcp) |    |    |    |  |
| **      | Ac (fcc) | Th (fcc) | Pa       | U        | Np       | Pu       | Am (hcp) | Cm (hcp) | Bk       | Cf       | Es       | Fm       | Md       | No       | Lr       |    |    |    |  |
|         |          |          |          |          |          |          |          |          |          |          |          |          |          |          |          |    |    |    |  |

| Kubisch raumzentriertes Gitter (bcc) | Hexagonal dichteste Kugelpackung (hcp) | Kubisch flächenzentriertes Gitter (fcc) | ungewöhnlich | unbekannt | Nichtmetall |